# Суоминен, Ким
Ким Суо́минен (фин. Kim Suominen; 20 октября 1969, Турку — 18 ноября 2021, Турку, Юго-Западная Финляндия) — финский футболист и футбольный тренер, играл на позиции полузащитника.

## Биография

### Клубная карьера
Суоминен в течение пяти сезонов играл за ТПС, с которым в 1991 году выиграл Кубок Финляндии. В 1992 году перешёл в «Яро», за который играл в течение двух сезонов. Затем он перешёл в ТПВ, в составе которого в 1994 году выиграл чемпионский титул.
В последующие годы играл за границей в Австрии и Швеции. В 1998 году вернулся в Финляндию, где и закончил карьеру, поиграв за три разных клуба.

### Карьера в сборной
За сборную Финляндии сыграл 39 матчей и забил 4 гола.

### Тренерская карьера
С 2011 года работал в системе клуба ТПС в качестве тренера молодёжной команды.

### Смерть
Скоропостижно скончался 18 ноября 2021 года в возрасте 52 лет от сердечного приступа во время тренировки.

## Достижения
ТПС
- Обладатель Кубка Финляндии (1) : 1991

ТПВ
- Чемпион Финляндии (1) : 1994